# Сууре-Яани (волость)
Су́уре-Я́ани (эст. Suure-Jaani) — несамостоятельный город, бывшая волость в Эстонии, в составе уезда Вильяндимаа.
Административный центр волости — город Сууре-Яани. Помимо этого, на территории волости находится ещё более 40 деревень.

## История
Сууре-Яани был основан в 1268 году. Сууре-Яани был освящен как город 1 мая 1938 года. 16 июня 2005 года город и муниципалитет Сууре-Яани объединились в новый муниципалитет Сууре-Яани.

## Население и площадь
В 2011 году в несамостоятельном городе Сууре-Яани проживало 1039 жителей, из них 1029 (99,0%) эстонцев , 1 (0,1%) русских и 9 (0,9%) других национальностей.

Площадь волости — 748,8 км²